# رو چول-اوک
رو چول-اوک (انگلیسی: Ro Chol-ok؛ زادهٔ ۳ ژانویهٔ ۱۹۹۳) بازیکن فوتبال زن اهل کره شمالی است.
وی همچنین در تیم ملی فوتبال زنان کره شمالی بازی کرده است.